# Roberto di Selby
Roberto di Selby (Selby, ... – 1152) fu un membro anglo-normanno della corte del re di Sicilia Ruggero II d'Altavilla e ricoprì anche l'incarico di cancelliere del Regno di Sicilia. È probabile che il suo nome indichi una provenienza da Selby, nello Yorkshire. Egli si trasferì in Sicilia verso il 1130 insieme a Tommaso Bruno.

## Biografia
Nel 1137 Roberto fu nominato governatore della Campania poco prima che Salerno, principale città di quell'area geografica, fosse assediata dal conte Rainulfo di Alife, dal duca Enrico il Superbo e dal principe Roberto II di Capua, con le truppe dell'imperatore Lotario II. Roberto di Selby stazionò a Salerno al fine di difendere la città mentre re Ruggero si trovava nella capitale del Regno, Palermo. Quando la causa parve senza speranza, Roberto suggerì alla città la resa e la richiesta di protezione imperiale al fine di prevenire il saccheggio ad opera dei pisani. I salernitani seguirono il suggerimento e Roberto di Selby partì al fine di organizzare la difesa del resto della provincia.
Nel 1143, quando Papa Innocenzo II rifiutò di riconoscere il Trattato di Mignano, Roberto di Selby marciò su Benevento, città appartenente alla Santa Sede. Più tardi, nel 1149, Roberto di Selby ricondusse Papa Eugenio III in Laterano con l'appoggio di truppe siciliane.
Roberto di Selby probabilmente svolse il ruolo di tutore del giovane duca di Puglia Ruggero, figlio del re siciliano. Secondo Giovanni di Hexham Roberto era “il più influente tra gli amici del re; un uomo di grande ricchezza e rivestito di onori”. Analogamente, nel suo Policraticus, VII.19, Giovanni di Salisbury lo definisce “un abile amministratore (...) temuto da tutti per via della sua influenza sul principe e rispettato per l'eleganza della sua vita”.